# Nijkerkernauw
Il Nijkerkernauw è un lago di confine nei Paesi Bassi. È separato a est dal Nuldernauw da una chiusa chiamata Nijkerkersluis. La costa settentrionale fa parte del Flevopolder nella provincia del Flevoland mentre la costa meridionale è divisa tra le province di Utrecht e della Gheldria. Il limite occidentale, in cui diventa il lago Eemmeer, non è fisicamente definito ma si trova approssimativamente dove la via d'acqua si restringe. Infatti in olandese nauw significa stretto.